# Uşak

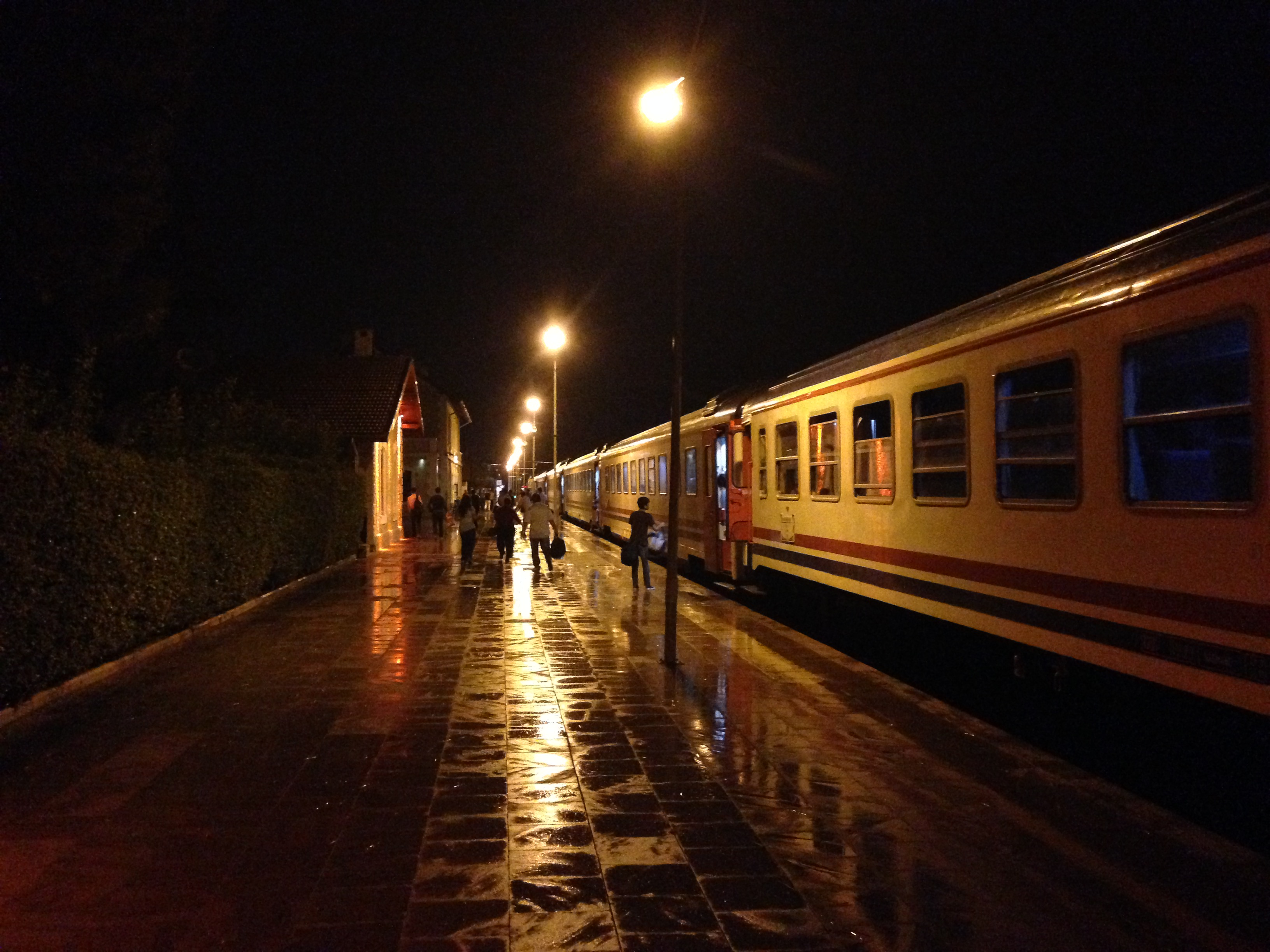
Nhà ga Uşak

Uşak (phát âm tiếng Thổ Nhĩ Kỳ: [ˈuʃak]; tiếng Hy Lạp: Ουσάκειον, đã Latinh hoá: Ousakeion) là một thành phố nằm trong tỉnh Uşak của Thổ Nhĩ Kỳ. Thành phố Uşak có diện tích km2, dân số thời điểm năm 2009 là 173.397 người. Đây là thành phố lớn thứ 45 tại Thổ Nhĩ Kỳ. Uşak thành phố nằm ở khoảng cách 210 km (130 dặm) từ İzmir, là đô thị trung tâm và thành phố cảng của vùng.
Thành phố có dân số 180.414 (điều tra dân số năm 2010) và là thủ phủ của tỉnh Uşak.
Được hưởng lợi từ vị trí tại các giao lộ của cao nguyên Anatolian Trung bộ và các khu vực ven biển Aegean, và từ một khí hậu và sản xuất nông nghiệp kết hợp các yếu tố của cả hai các khu vực này, Uşak cũng theo truyền thống đã có một cơ sở vững mạnh công nghiệp. Uşak là thành phố đầu tiên ở Thổ Nhĩ Kỳ có một mạng lưới điện đô thị, và thành phố đầu tiên thỏa thuận quan hệ lao động tập thể đã được ký kết giữa nhân viên và công nhân ngành da trong thời đại Ottoman.

## Khí hậu
| Dữ liệu khí hậu của Uşak                     | Dữ liệu khí hậu của Uşak | Dữ liệu khí hậu của Uşak | Dữ liệu khí hậu của Uşak | Dữ liệu khí hậu của Uşak | Dữ liệu khí hậu của Uşak | Dữ liệu khí hậu của Uşak | Dữ liệu khí hậu của Uşak | Dữ liệu khí hậu của Uşak | Dữ liệu khí hậu của Uşak | Dữ liệu khí hậu của Uşak | Dữ liệu khí hậu của Uşak | Dữ liệu khí hậu của Uşak | Dữ liệu khí hậu của Uşak |
| Tháng                                        | 1                        | 2                        | 3                        | 4                        | 5                        | 6                        | 7                        | 8                        | 9                        | 10                       | 11                       | 12                       | Năm                      |
| -------------------------------------------- | ------------------------ | ------------------------ | ------------------------ | ------------------------ | ------------------------ | ------------------------ | ------------------------ | ------------------------ | ------------------------ | ------------------------ | ------------------------ | ------------------------ | ------------------------ |
| Cao kỉ lục °C (°F)                           | 18.3 (64.9)              | 23.6 (74.5)              | 27.0 (80.6)              | 30.0 (86.0)              | 34.5 (94.1)              | 36.6 (97.9)              | 40.2 (104.4)             | 38.2 (100.8)             | 36.6 (97.9)              | 32.6 (90.7)              | 26.0 (78.8)              | 21.8 (71.2)              | 40.2 (104.4)             |
| Trung bình ngày tối đa °C (°F)               | 7.3 (45.1)               | 8.9 (48.0)               | 12.5 (54.5)              | 17.0 (62.6)              | 22.5 (72.5)              | 27.3 (81.1)              | 31.2 (88.2)              | 31.5 (88.7)              | 26.8 (80.2)              | 20.9 (69.6)              | 14.6 (58.3)              | 9.2 (48.6)               | 19.1 (66.4)              |
| Trung bình ngày °C (°F)                      | 2.6 (36.7)               | 3.7 (38.7)               | 6.7 (44.1)               | 11.0 (51.8)              | 15.9 (60.6)              | 20.4 (68.7)              | 24.0 (75.2)              | 24.2 (75.6)              | 19.5 (67.1)              | 14.2 (57.6)              | 8.4 (47.1)               | 4.3 (39.7)               | 12.9 (55.2)              |
| Tối thiểu trung bình ngày °C (°F)            | −1.1 (30.0)              | −0.3 (31.5)              | 1.8 (35.2)               | 5.4 (41.7)               | 9.6 (49.3)               | 13.2 (55.8)              | 16.3 (61.3)              | 16.6 (61.9)              | 12.5 (54.5)              | 8.5 (47.3)               | 3.8 (38.8)               | 0.7 (33.3)               | 7.3 (45.1)               |
| Thấp kỉ lục °C (°F)                          | −19.9 (−3.8)             | −15.0 (5.0)              | −12.5 (9.5)              | −6.2 (20.8)              | −1.0 (30.2)              | 2.9 (37.2)               | 7.4 (45.3)               | 6.8 (44.2)               | 2.0 (35.6)               | −4.8 (23.4)              | −11.8 (10.8)             | −18.9 (−2.0)             | −19.9 (−3.8)             |
| Lượng Giáng thủy trung bình mm (inches)      | 64.3 (2.53)              | 65.2 (2.57)              | 55.9 (2.20)              | 65.6 (2.58)              | 48.7 (1.92)              | 27.5 (1.08)              | 17.7 (0.70)              | 12.4 (0.49)              | 20.7 (0.81)              | 50.2 (1.98)              | 59.0 (2.32)              | 77.3 (3.04)              | 564.5 (22.22)            |
| Số ngày giáng thủy trung bình                | 8.83                     | 9.20                     | 9.47                     | 9.97                     | 8.53                     | 4.73                     | 2.77                     | 2.50                     | 3.50                     | 6.23                     | 6.90                     | 10.57                    | 83.2                     |
| Số giờ nắng trung bình tháng                 | 111.6                    | 107.4                    | 145.7                    | 177.0                    | 232.5                    | 282.0                    | 297.6                    | 282.1                    | 243.0                    | 189.1                    | 120.0                    | 99.2                     | 2.287,2                  |
| Số giờ nắng trung bình ngày                  | 3.6                      | 3.8                      | 4.7                      | 5.9                      | 7.5                      | 9.4                      | 9.6                      | 9.1                      | 8.1                      | 6.1                      | 4.0                      | 3.2                      | 6.3                      |
| Nguồn: Cơ quan Khí tượng Nhà nước Thổ Nhĩ Kỳ |                          |                          |                          |                          |                          |                          |                          |                          |                          |                          |                          |                          |                          |

## Thành phố kết nghĩa
- Offenbach - Đức
- Nur-Sultan - Kazakhstan
- Besni - Thổ Nhĩ Kỳ
- Charleroi - Bỉ